# أبو القاسم الإشكوري
السيد أبو القاسم بن معصوم الحسيني الإشكوري (ت. 1324 هـ أو 1325 هـ) هو رجل دين وفقيه شيعي إيراني كان أستاذاً بارزاً للفقه والأصول في حوزة النجف. والإشكوري من أهل إشكور في محافظة گيلان في شمال إيران، وبها كانت نشأته، ثم حاز فيها المرجعية، ورجع إليه أهل گيلان في التقليد بعد وفاة محمد حسن الشيرازي.

## مسيرته الدينية
لم تحدد المصادر تاريخ ولادة الإشكوري، إلا أنها كانت في موطنه إشكور، وبها نشأ، وابتدأ وأكمل دراسة مقدمات العلوم الحوزويَّة، وهاجر إلى النجف، وحضر دروس كبار فقهاء الشيعة، ومنهم: محمد حسن الشيرازي، وحسين الترك، وحبيب الله الرشتي، وهذا الأخير بالخصوص يروي عنه الإشكوري بالإجازة.

## وفاته
توفي بمدينة النجف، ودفن في الصحن العلوي.
عانى الإشكوري في سنواته الأخيرة من المرض، فعرض له النسيان والسكوت وتعطلت حواسه، وأعلن لأتباعه ومقلديه بعدم جواز تقليده، وأشار عليهم بتقليد غيره بسبب مرضه، وقد توفي في السابع عشر من شوال 1324 هـ أو 1325 هـ، أو ما يوافق عام 1904 وفقاً لما ذكره عمر كحالة في معجم المؤلفين.

## مؤلفاته
ترك عدداً من الآثار باللغة العربية:
| - بغية الطالب في شرح المكاسب. شرح على كتاب المكاسب لمرتضى الأنصاري. - جواهر العقول في شرح فرائد الأصول. تعليقة على كتاب فرائد الأصول لمرتضى الأنصاري. - حاشية الطهارة. حاشية توضيحية مع إشكالات على مسائل كتاب الطهارة لمرتضى الأنصاري. - حاشية على فرائد الأصول. حاشية على كتاب فرائد الأصول لمرتضى الأنصاري. - رسالة في اللباس المشكوك. | - شرح كتاب فقهي. شرح استدلالي مفصل لكتاب فقهي مجهول الاسم، اشتمل على ردود وإشكالات كثيرة، وهذا الشرح لا يزال مخطوطاً، وتوجد مخطوطته في مكتبة آية الله المرعشي النجفي في قم. - الفقه. بحث فقهي اشتمل على كتاب القضاء والشهادات إلى بداية أحكام الصلح. - مقاصد الأصول. تقرير لدروس ومحاضرات أستاذه حبيب الله الرشتي، ويحوي بياناً مفصلاً لقواعد أصول الفقه مع نقل لأقوال العلماء ومناقشتها. ويقع في عدة أبواب، احتوى كل منها على عدة مقامات. |

### الكتب
- أعيان الشيعة. محسن الأمين، طبع بيروت - لبنان، تاريخ الطبع مفقود، منشورات دار التعارف.
- الذريعة إلى تصانيف الشيعة. آغا بزرگ الطهراني، طبع بيروت - لبنان، تاريخ الطبع مفقود، منشورات دار الأضواء.
- موسوعة مؤلفي الإمامية. مجمع الفكر الإسلامي، طبع قم - إيران، 1420 هـ، منشورات مجمع الفكر الإسلامي / معاونت آموزشي پژوهشي وزارت فرهنگ وارشاد إسلامي.
- معجم المؤلفين. عمر كحالة، طبع بيروت - لبنان، تاريخ الطبع مفقود، منشورات إحياء التراث العربي.

### إشارات مرجعية
1. 1 2 3 4  
موسوعة مؤلفي الإمامية - ج2. ص. 617. مؤرشف من الأصل في 2019-12-08. {{استشهاد بكتاب}}: الوسيط |الأول= يفتقد |الأخير= (مساعدة)
2. ↑  
الأمين، محسن. أعيان الشيعة - ج2. ص. 416. مؤرشف من الأصل في 2019-12-08.
3. ↑  
كحالة، عمر. معجم المؤلفين - ج8. ص. 125. مؤرشف من الأصل في 2019-12-08.
4. ↑  الطهراني، آغا بزرگ. الذريعة إلى تصانيف الشيعة - ج3. ص. 133. مؤرشف من الأصل في 2020-01-11.
5. ↑  الطهراني، آغا بزرگ. الذريعة إلى تصانيف الشيعة - ج5. ص. 272. مؤرشف من الأصل في 2020-05-11.